# Maxwell Jacob Friedman
Maxwell Tyler Friedman (n. 15 martie 1996, New York City, New York, SUA), mai cunoscut sub numele de ring Maxwell Jacob Friedman, prescurtat MJF, este un wrestler și actor profesionist american. Ca wrestler, a fost semnat cu All Elite Wrestling (AEW) din ianuarie 2019. A fost AEW World Champion, domnia sa fiind cea mai lungă din istoria titlului și este, de asemenea, fost campion AEW International.
Friedman a lucrat anterior pentru Major League Wrestling⁠(d) (MLW), unde a devenit un campion MLW World Tag Team și campionul inaugural MLW World Middleweight Champion. De asemenea, a lucrat prin circuitul independent american pentru promoții precum Combat Zone Wrestling (CZW), unde a devenit CZW World Heavyweight Champion și campion CZW Wired.

## Copilărie
Maxwell Tyler Friedman s-a născut într-o familie de evrei așkenazi în Plainview, New York, pe 15 martie 1996. La vârsta de cinci ani, a apărut într-un episod din The Rosie O'Donnell Show⁠(d), care a fost difuzat în 2001, cântând „You Are My Sunshine”, după ce părinții lui au trimis o casetă cu el cântând. După ce un videoclip cu performanța sa a reapărut în 2019, a fost menționat ca parte unui storyline. În timpul interviului său cu Rosie O'Donnell, Friedman a spus că aspira să fie cântăreț de operă și wrestler și că Goldberg respectiv The Rock sunt luptătorii săi preferați.
Friedman a crescut ca evreu religios, fiind „original” Bar Mițva în 2009. Friedman a absolvit în 2014 Plainview – Old Bethpage John F. Kennedy High School⁠(d), unde a fost membru al echipei de fotbal. A urmat pentru scurt timp facultatea la Hartwick College⁠(d) din Oneonta, New York⁠(d).

## Carieră în Wrestling

### Început(2015)
Friedman a fost antrenat de Brian Myers și Pat Buck și și-a făcut debutul în ring la Create A Pro Wrestling Academy din Hicksville, New York, pe 15 februarie 2015. El a mai luptat pentru Combat Zone Wrestling și Five Borough Wrestling în timpul debutului său. A continuat să apară în numeroase promoții în circuitul de lupte independente din nord-estul Americii. În aprilie 2015, WWE a încărcat un videoclip pentru WWE Tough Enough pe canalul lor de YouTube cu MJF. De asemenea, a apărut ca agent de securitate pe ecran în timpul intrării lui Samoa Joe la NXT TakeOver: Brooklyn II în august 2016, timp în care a fost împins de Joe.

### Combat Zone Wrestling (2015–2018)
Friedman a lucrat sub noul nume de ring Pete Lightning în mai multe evenimente CZW Dojo Wars din 2015, de obicei în meciuri pe echipe cu Hous Blazer și Penelope Ford. La ediția din 7 septembrie 2016 a CZW Dojo Wars, a revenit la numele său anterior de ring Maxwell Jacob Friedman, a intrat în turneul Dramatic Destination Series. Pe 13 mai 2017, la CZW Sacrifices, Friedman l-a învins pe Johnny Yuma pentru a câștiga Centura CZW Wired. El a câștigat prima sa apărare a titlului la CZW EVILution, învingându-l pe Trevor Lee. El și-a păstrat cu succes titlul în alte meciuri de simplu împotriva lui Mike Del, John Silver și Ace Romero. Pe 14 octombrie la CZW The Wolf of Wrestling, Friedman a pierdut titlul CZW Wired în fața lui Joey Janela. Două luni mai târziu, la CZW Cage of Death 19, Friedman a câștigat titlul înapoi după ce l-a învins pe Janela într-o revanșă.
Friedman s-a întors pe 10 februarie 2018, la CZW Nineteen, unde a câștigat 27-Man Battle Royal pentru a deveni noul candidat la CZW World Heavyweight Championship. De asemenea, a apărat cu succes campionatul CZW Wired împotriva lui Alex Colon. Acolo l-a învins pe Rickey Shane Page pentru a câștiga pentru prima dată CZW World Heavyweight Championship și a predat centura CZW Wired în aceeași noapte. El va pierde titlul în noiembrie 2018 și va face ultima sa apariție pentru CZW.

### Major League Wrestling (2017–2020)

#### Campion World Middleweight(2017-2018)

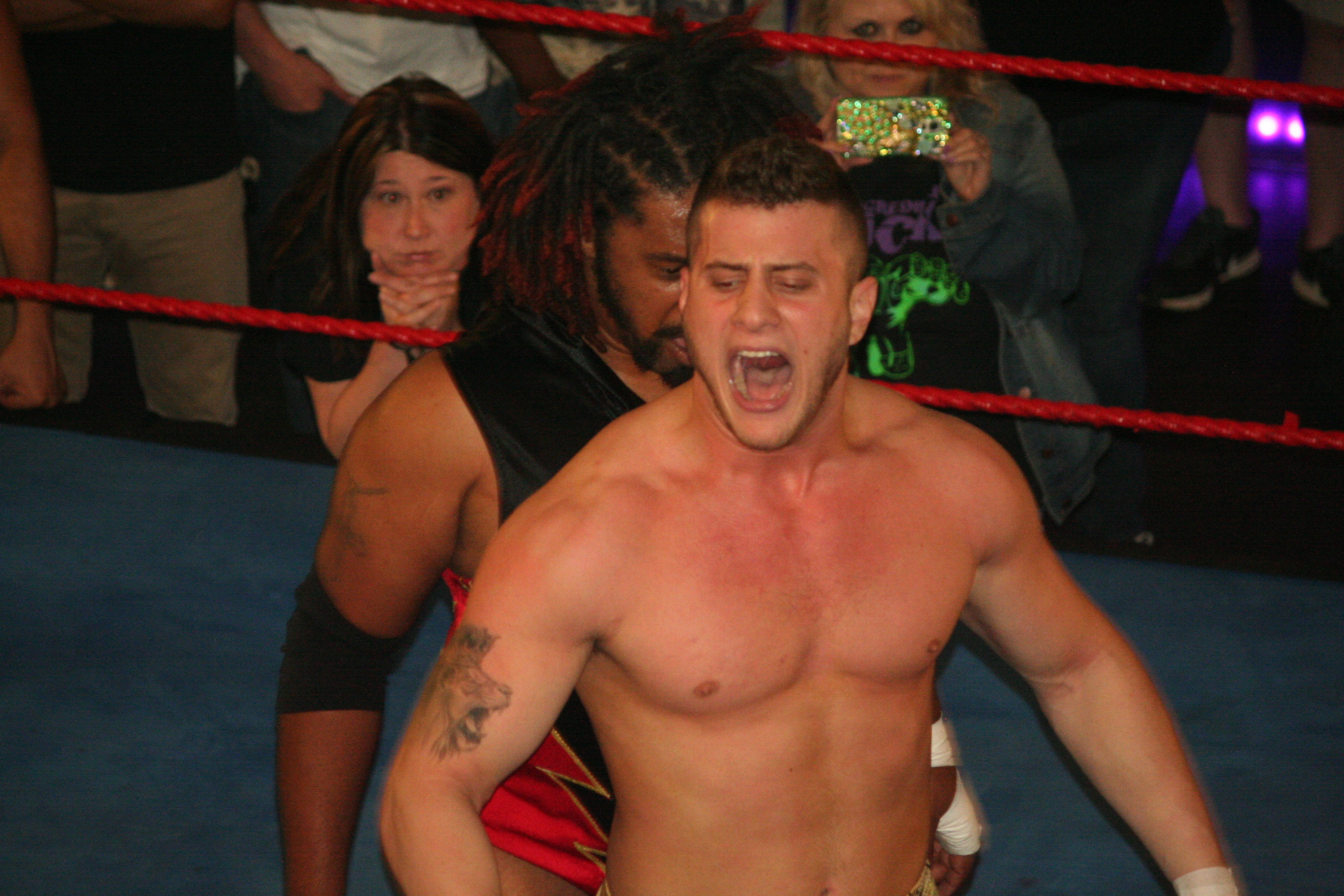
Maxwell Jacob Friedman 2017.

Pe 5 septembrie 2017, a fost raportat că Friedman a semnat un contract cu Major League Wrestling (MLW) reinstalat pentru a apărea la evenimentul său de reuniune One Shot pentru a concura într-un meci împotriva lui Jimmy Yuta, pe care Friedman l-a câștigat. Friedman a devenit apoi membru MLW, în timp ce și-a continuat seria de victorii împotriva lui Joey Ryan la Never Say Never. MJF a suferit prima sa înfrângere în MLW împotriva lui Brody King la Zero Hour pe 11 ianuarie 2018. Apoi a participat la un turneu pentru World Heavyweight Championship vacant la Road To The World Championship, pierzând în fața luptătorului britanic Jimmy Havoc în runda de deschidere. Friedman l-a învins pe Lance Anoa'i la Spring Break. Și-a făcut debutul în Fusion în episodul din 11 mai, învingându-l pe Fred Yehi. Și-a continuat succesul cu o victorie în fața lui Montel Vontavious Porter la Intimidation Games.
Pe 29 iulie, MJF l-a învins pe Joey Ryan pentru a deveni primul MLW World Middleweight Champion la Battle Riot. Mai târziu în acea noapte, MJF a participat la meciul omonim în calitate de participant cu număruș 38 și a fost eliminat de eventualul câștigător Tom Lawlor. În episodul din 10 august din Fusion, MJF și-a făcut prima apărare a titlului împotriva lui Joey Janela într-un meci de  falls count anywhere, pe care l-a câștigat după ce iubita lui Janela din poveste, Aria Blake, l-a trădat pe Janela lovindu-l în cap cu o sticlă. Acest lucru a făcut-o pe Blake să devină valeta lui MJF. În episodul din 21 septembrie din Fusion, MJF și Blake i-au învins pe Joey Ryan și Taya Valkyrie într-un meci mixt pe echipe. MJF și-a făcut a doua apărare a titlului MLW World Middleweight în episodul din 9 noiembrie din Fusion, unde și-a apărat cu succes titlul împotriva lui Jason Cade și Jimmy Yuta într-un meci triple threat. Pe 25 noiembrie, Friedman a dezvăluit că a suferit o fractură de cot cu un timp de recuperare de 4 până la 6 săptămâni. Ulterior, MLW a anunțat că MLW World Middleweight Championship i-a fost retras lui Friedman, deoarece nu a fost vindecat la timp pentru apărarea sa programată a titlului la episodul live Fusion MLW din 14 decembrie.

#### The Dynasty (2019–2020)

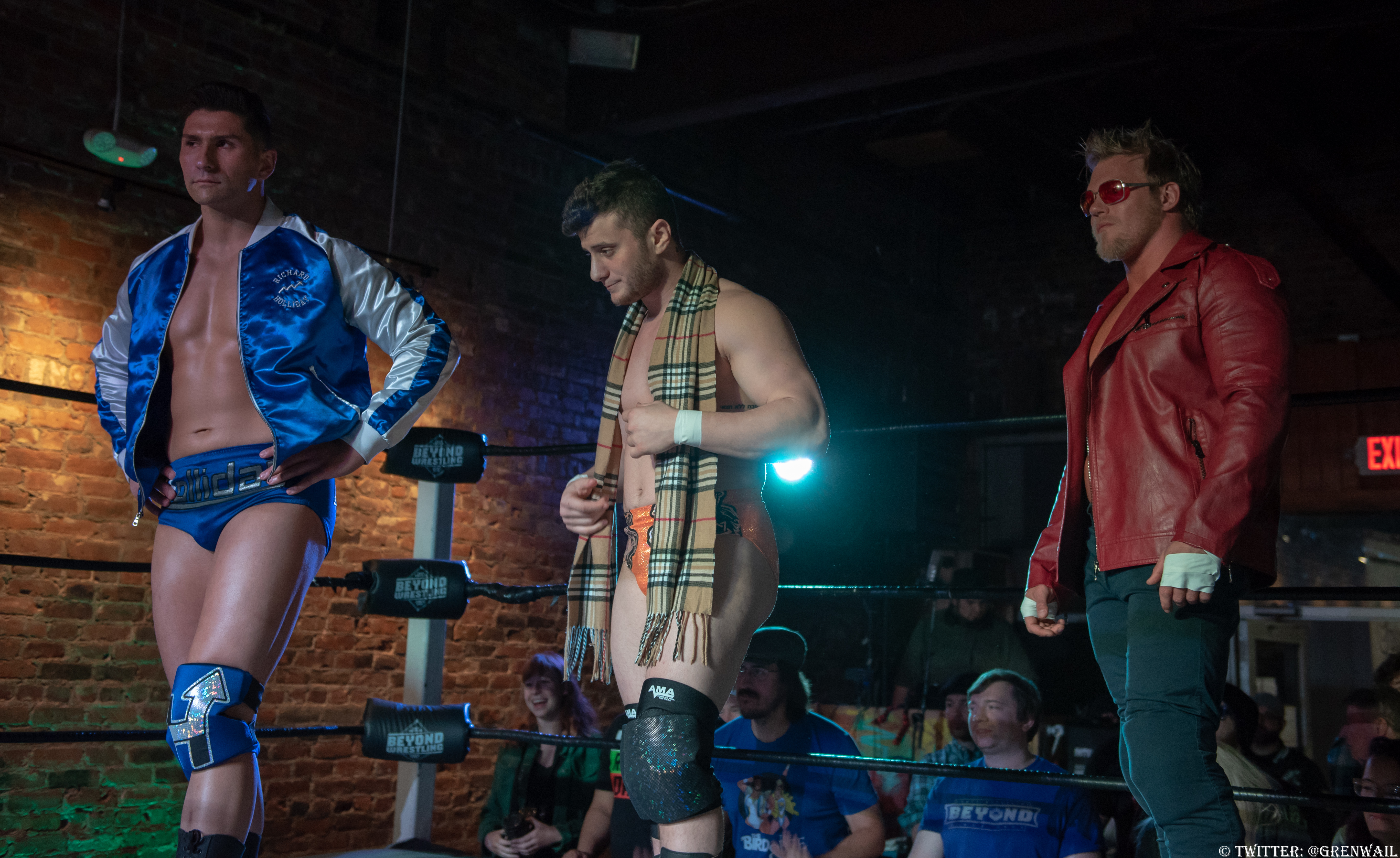
MJF, Richard Holliday și Alexander Hammerstone în MLW cunoscuți drept The Dynasty.

MJF s-a întors din accidentare în episodul din 16 februarie 2019 din Fusion, unde l-a provocat fără succes pe noul campion Teddy Hart pentru MLW World Middleweight Championship. După meci, Richard Holliday s-a alăturat lui MJF pentru a-l ataca pe Hart. Drept urmare, duo-ul a format o echipă numită The Dynasty și a început să se ceară cu Fundația Hart. La scurt timp după aceea, li s-a alăturat noul venit Alexander Hammerstone. Mai târziu a câștigat  MLW World Tag Team Championship cu Richard Holliday ca parte a Dynasty.
El a părăsit promovarea în ianuarie 2020, dar l-a luptat cu Mance Warner într-un meci învins care pleacă din oraș, în arena goală în aprilie 2020.

### All Elite Wrestling(2019-Prezent)

#### Seria neînvinsă (2019-2020)

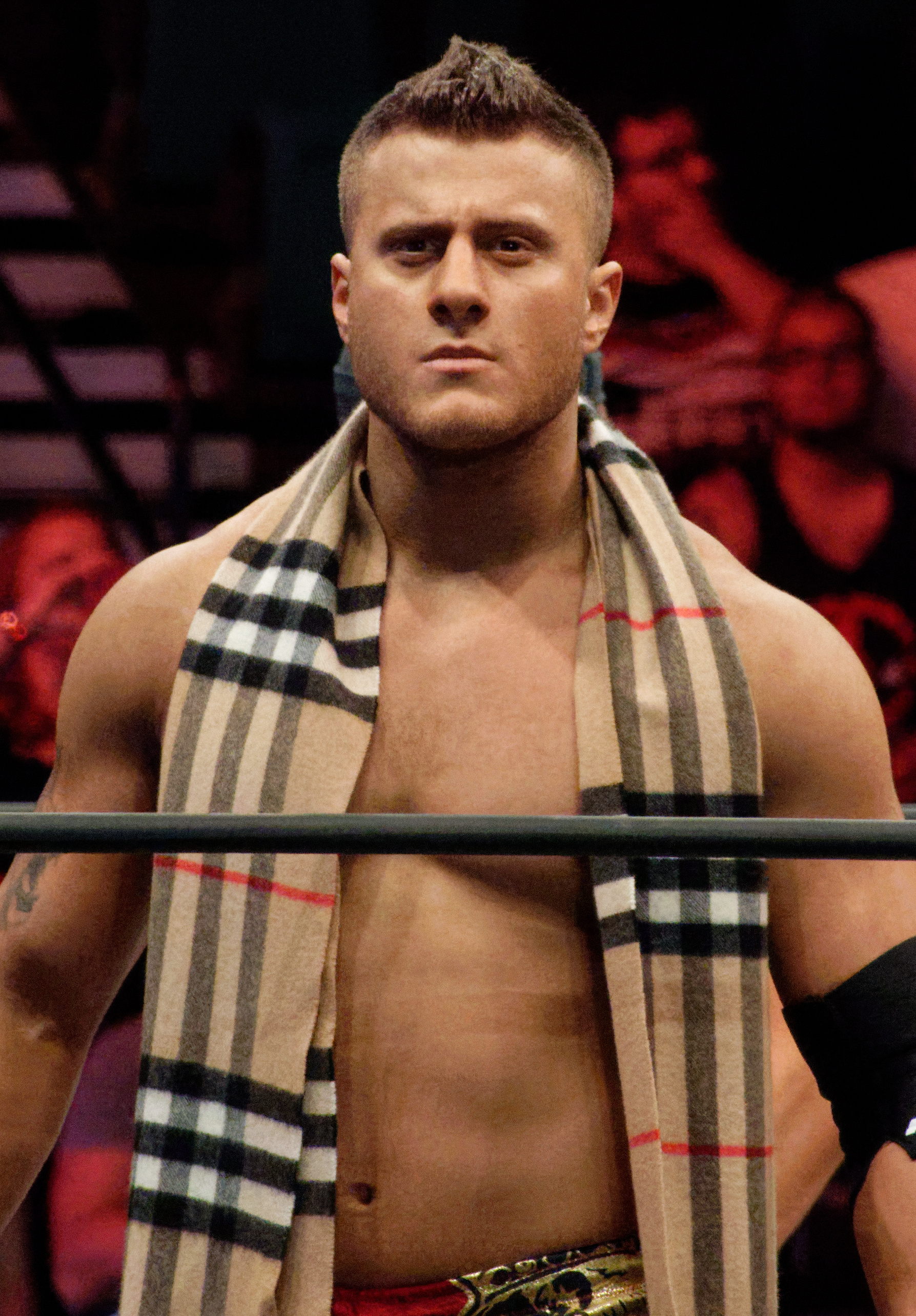
MJF, Mai 2019.

Pe 7 ianuarie 2019, a fost anunțat că Friedman a fost semnat cu All Elite Wrestling (AEW) pentru un contract de cinci ani. El a debutat ca heel la Double or Nothing pe 25 mai, ca parte a pre-show-ului Casino Battle Royale pentru o oportunitate la AEW World Championship. A rezistat până la ultimii doi, înainte de a fi eliminat de Adam Page. Friedman a continuat să concureze într-un meci în patru împotriva lui Page, Jimmy Havoc și Jungle Boy la Fyter Fest pe 29 iunie, pe care l-a câștigat Page. În luna următoare, la Fight for the Fallen, pe 13 iulie, a făcut echipă cu Shawn Spears și Sammy Guevara pentru a-i învinge pe Havoc, Darby Allin și Joey Janela într-un meci de șase oameni.
În primul episod din Dynamite din 2 octombrie, Friedman l-a învins pe Brandon Cutler prin supunere. În săptămâna următoare la Dynamite, Friedman a intervenit în atacul „celui mai bun prieten” al său, Cody, de către Inner Circle, atacându-i pe Santana și pe Ortiz cu un scaun de oțel aparent devenind face. La Full Gear pe 9 noiembrie, el l-a însoțit pe Cody în meciul său pentru AEW World Championship împotriva lui Chris Jericho. Cody a pierdut meciul după ce MJF a aruncat prosopul când a fost prins în Liontamer și, în consecință, Cody nu a mai avut voie să concureze din nou pentru AEW World Championship din cauza unei stipulații înainte de meci. După meci, MJF s-a întors împotriva lui Cody, dându-i un low blow și a plecat. La scurt timp după aceea, MJF a găsit un bodyguard în pe nume Wardlow. În episodul din 20 noiembrie din Dynamite, MJF și Adam Page au fost ultimii doi participanți la Dynamite Dozen Battle Royale. Cei doi s-au întâlnit într-un meci de simplu în episodul special de Ziua Recunoștinței din 27 noiembrie, câștigat de MJF. Diamond Dallas Page (DDP) i-a acordat apoi inelul de diamant Dynamite drept premiu pentru înfrângerea lui Page. Pe 15 ianuarie 2020, la Bash at the Beach, MJF a făcut echipă cu The Butcher și The Blade pentru a-i învinge pe DDP, Dustin Rhodes și Q. T. Marshall. MJF și-a reaprins rivalitatea cu Cody și a stabilit trei prevederi pe care Cody trebuie să le urmeze pentru a câștiga un meci împotriva lui la Revolution pe 29 februarie, care au inclus să nu-l atingă pe MJF până la meci, să-l înfrunte pe Wardlow într-un meci în cușcă de oțel și să primească zece lovituri de la MJF la TV în direct. În episodul din 5 februarie din Dynamite, Cody a luat cele zece lovituri de la MJF, inclusiv una de la Wardlow. Cody a continuat să-l învingă pe Wardlow în primul meci de cușcă de oțel din istoria AEW în episodul din 19 februarie din Dynamite pentru a oficializa meciul împotriva MJF la Revolution. La Revolution, MJF l-a învins pe Cody prin pin după ce l-a lovit în față cu Dynamite Diamond Ring. MJF a intrat apoi într-o ceartă cu Jungle Boy, învingându-l la Double or Nothing pe 23 mai cu un roll-up. În episodul din 27 mai din Dynamite, MJF a concurat fără succes într-un battle royal pentru a-l înfrunta pe Cody pentru AEW TNT Championship, fiind eliminat de Jungle Boy. La Fyter Fest pe 29 iulie, MJF și Wardlow au fost învinși de Jungle Boy și Luchasaurus. MJF a trecut apoi la o ceartă cu Jon Moxley, spunând că fanii merită un campion mai bun. Cei doi s-au confruntat la All Out pe 5 septembrie, unde MJF a fost învins, marcând prima sa înfrângere într-un meci de simplu.